# Ardauli
Ardauli – miejscowość i gmina we Włoszech, w regionie Sardynia, w prowincji Oristano. Graniczy z Abbasanta, Boroneddu, Ghilarza, Neoneli, Nughedu Santa Vittoria, Sorradile, Tadasuni i Ula Tirso.
Według danych na rok 2004 gminę zamieszkiwało 1159 osób, 58 os./km².